# Salida de misa de doce del Pilar de Zaragoza
Salida de la misa de doce de la Iglesia del Pilar de Zaragoza está considerada como una de las películas que inauguran la historia del cine español. Eduardo Jimeno Correas, natural de Zaragoza, dirigió uno de los primeros filmes hechos en España por un español. En realidad se trataba de la segunda película del aragonés, ya que su primera obra (unas maniobras del ejército junto al Ebro) resultó técnicamente inútil por culpa de la falta de luz.

## Reseña

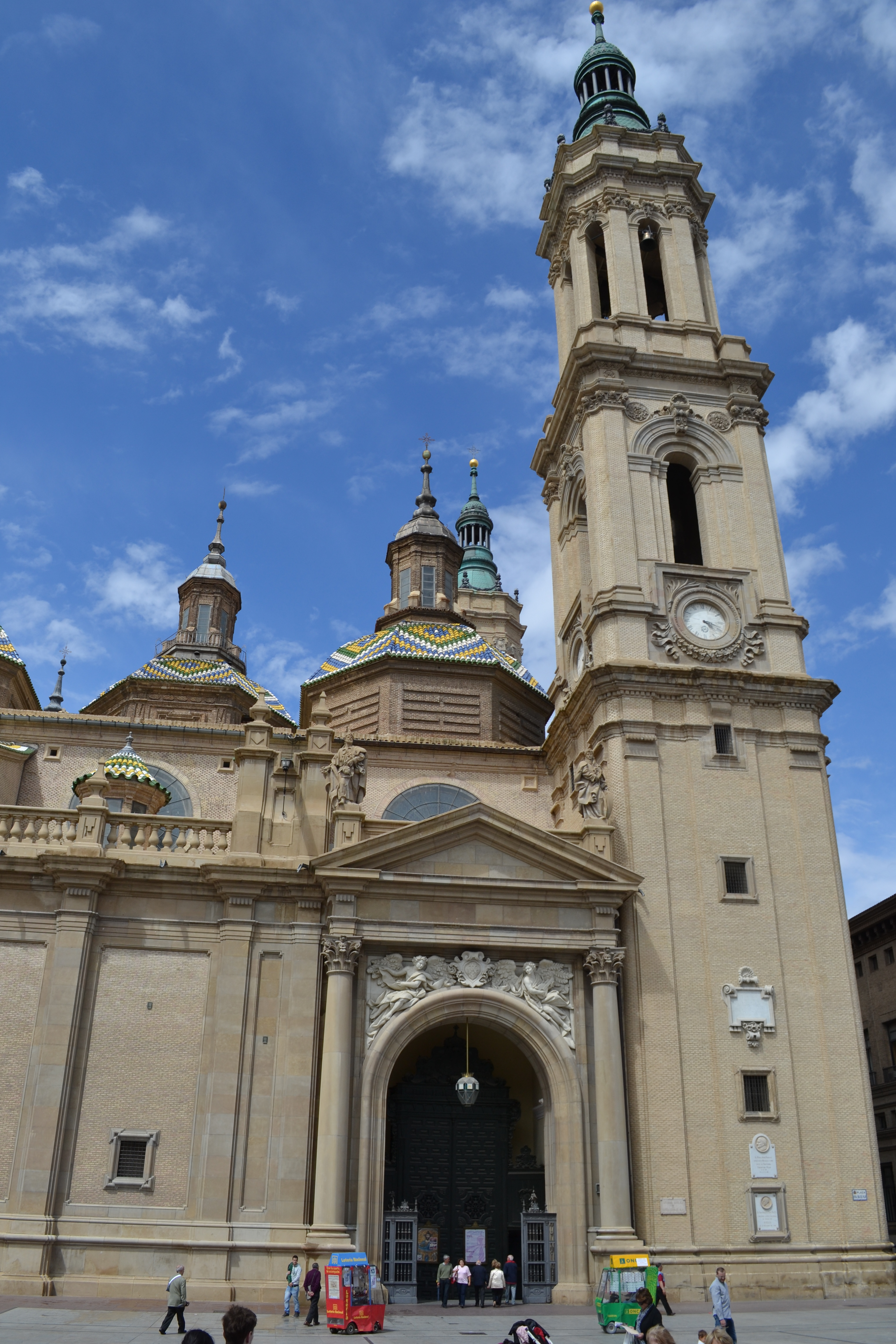
Puerta de la Basílica del Pilar, donde se rodó la película.

En 1897 Eduardo Jimeno Peromarta viajó desde Burgos a Lyon y compró por 2.500 francos un aparato Lumière y varias películas. El aparato servía como tomavistas y como proyector.
Con el Cinematógrafo Lumière Eduardo Jimeno Correas filmó Salida de la misa de doce de la Iglesia del Pilar de Zaragoza encima de una escalera de dos hojas y reveló la película en un pequeño laboratorio que había instalado en la Posada de las Almas, sita en la calle de San Pablo. Exhibieron la película en su cine.
Esta fue una de las primeras películas producidas y rodadas por un español, pues operadores de Lumière, como Francis Doublier, ya habían rodado en España, a finales de 1895, una corrida de toros.El catalán, Fructuoso Gelabert Badiella, había rodado en agosto de 1897 "Riña en un café".
La película tenía una longitud de 12,40 metros y contenía 651 fotogramas. Durante años se creyó que se filmó el 11 de octubre de 1896 pero, en 1996, Jon Letamendi documentó en su libro que Jimeno compró la cámara Lumière en julio de 1897, por lo que se creía que la filmación sería de octubre de 1897.
 Juan Carlos de la Madrid y Román Gubern también afirmaron que la película era de 1897.
Jimeno rodó una segunda versión de la salida de misa en la que el público saluda efusivamente con sus sombreros a la cámara. En 1994 la Filmoteca de Zaragoza restauró la película y la tituló Saludos.
En abril de 1896, el operador de cámara francés Alexandre Promio rodó en Madrid, Vistas de la Puerta del Sol, y en Barcelona, Plaza del puerto en Barcelona. También se rodó la anónima, Llegada de un tren de Teruel a Segorbe.
A finales de julio de 2004, se subastó en Londres un lote que contenía el equipo con el que se rodó la película Salida de la misa de doce de la Iglesia del Pilar de Zaragoza. Pertenecía a un descendiente de Eduardo Jimeno Correas. Fue comprado por 129 000 euros por una persona vinculada a la casa Lumière. El lote contenía la cámara 212 y la 264 con tres lentes. Según su número de serie ambas fueron fabricadas en 1896. En el lote se incluía un trípode, 6 películas y unas cajas de madera de pino.

## Sinopsis
Esta salida de una iglesia se inscribe dentro del género llamado "Escenas naturales", simples filmaciones de todo tipo de eventos reales que asombraban a los espectadores de los últimos años del siglo XIX. La cámara estaba apostada en un balcón próximo a la Basílica del Pilar de Zaragoza.

## Escultura de Eduardo Jimeno

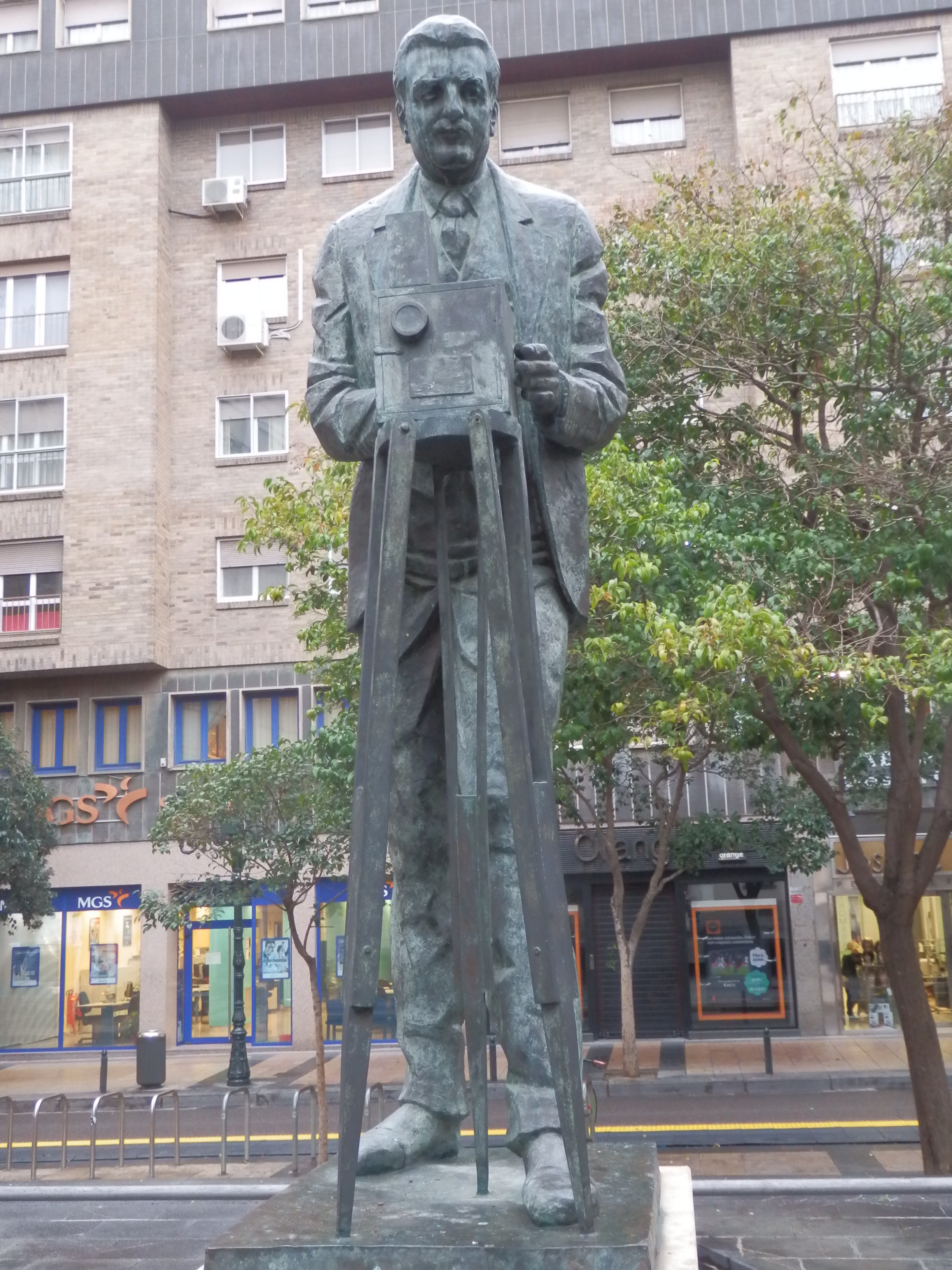
Estatua de Eduardo Jimeno Correas en Zaragoza.

La escultura dedicada a Eduardo Jimeno Correas está basada en documentación fotográfica de la época conservada por sus herederos. La cámara representada responde completamente a las características y proporciones de la que originalmente utilizó para filmar su Salida de misa de doce del Pilar de Zaragoza.
Se puede apreciar la forma de operar la cámara girando una manivela.
Se barajó la posibilidad de instalarla en la plaza del Pilar, donde se había realizado la filmación original. Finalmente se instaló a unos 300 metros de dicha ubicación.